# Châu Đông Vũ
Châu Đông Vũ (tiếng Trung:周冬雨/Chu Đông Vũ, sinh ngày 31 tháng 1 năm 1992) là một nữ diễn viên Trung Quốc, được sinh ra ở tỉnh Hà Bắc, thành phố Thạch Gia Trang. Cô tốt nghiệp Học viện điện ảnh Bắc Kinh năm 2011. Năm 2010, cô nổi tiếng nhờ tham gia bộ phim Chuyện tình cây táo gai của đạo diễn Trương Nghệ Mưu và trở thành một thế hệ mới của Mưu Nữ Lang. Ngoài ra cô còn có nhiều tác phẩm gây chú ý như Bạn cùng bàn và Chúng ta của sau này, Em của thời niên thiếu. Đặc biệt bộ phim Thất Nguyệt và An Sinh đã giúp cô giành được giải thưởng Kim Mã lần thứ 53 cho nữ diễn viên xuất sắc nhất và nhiều giải thưởng khác. Sau khi đoạt Giải Kim Tượng, Giải Kim Kê vào năm 2020 nhờ vào vai diễn trong Em của thời niên thiếu và cùng với Giải Kim Mã trước đó, cô chính thức trở thành Tam kim ảnh hậu trẻ nhất lịch sử Trung Quốc.

## Tiểu sử

### Những năm đầu
Châu Đông Vũ sinh ra trong một gia đình lao động bình thường ở Thạch Gia Trang. Năm cô học lớp 3, cha cô qua đời vì tai nạn xe hơi và mẹ cô đã tái hôn. Cô ấy từng tập thể dục dụng cụ khi còn nhỏ. Đến năm 12 tuổi, cô ấy đã gia nhập đội thể dục dụng cụ Thạch Gia Trang.

### Mưu nữ lang ra mắt

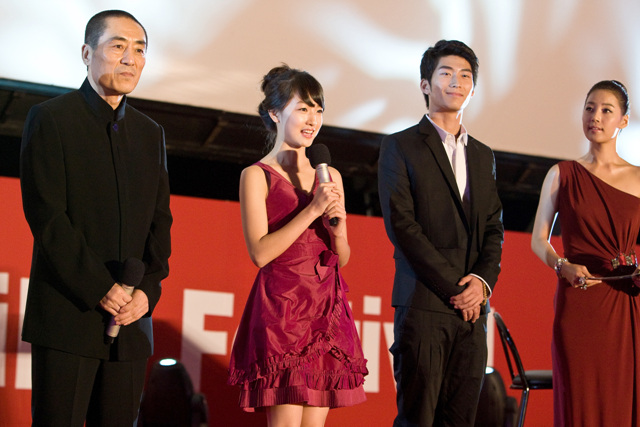
Châu Đông Vũ (thứ 2 từ trái sang) tham dự buổi ra mắt phim "Chuyện tình cây táo gai" tại Liên hoan phim quốc tế Busan năm 2010

Trước kỳ thi tuyển sinh đại học năm 2010, với tư cách là sinh viên năm cuối của lớp khiêu vũ, Châu Đông Vũ đã đến Nam Kinh để tham gia một kỳ thi nghệ thuật. Đúng lúc đó "Chuyện tình cây táo gai" đang tìm chọn nữ chính trên toàn quốc, cô được đề cử với đạo diễn Trương Nghệ Mưu, hình ảnh "thuần khiết" của cô đã được công nhận, và cô đóng vai chính Tĩnh Thu, trở thành một "Mưu nữ lang" thế hệ mới, ký hợp đồng với Công ty TNHH Điện ảnh Bắc Kinh, chính thức ra mắt, do đó đã bỏ lỡ kỳ thi tuyển sinh đại học năm 2010.
Tháng 9 năm 2010 sau khi "Chuyện tình cây táo gai" được công chiếu, thiết lập một kỷ lục phòng vé trong nước, Châu Đông Vũ cũng được công nhận, đồng thời giành được giải thưởng Hoa Biểu lần thứ 14 cho nữ diễn viên mới xuất sắc, Liên hoan phim quốc tế Valladolid lần thứ 56 cho nữ diễn viên tốt nhất, và nhiều giải thưởng chuyên nghiệp khác, trong đó có gần 20 giải thưởng, trở thành một ngôi sao sau 90 đáng chú ý. Tuy nhiên, do hình ảnh của Tĩnh Thu, cô đã bị giới hạn trong những hình ảnh thuần túy trong nhiều tác phẩm.
Vào ngày 2 tháng 2 năm 2011, Châu Đông Vũ và Đậu Kiêu, nam diễn viên chính trong "Chuyện tình cây táo gai", đã biểu diễn trên sân khấu Gala mùa xuân và biểu diễn bài hát mở đầu "Về nhà cho năm mới". Cũng trong năm đó, với sự hỗ trợ của Trương Nghệ Mưu, cô đã nộp đơn vào Học viện Điện ảnh Bắc Kinh và vượt qua kỳ thi.
Sau khi vào trường, Châu Đông Vũ tập trung học tập, không tham gia đóng phim vào năm thứ nhất. Vào tháng 9 năm 2012, do đổ vỡ trong sự hợp tác giữa Trương Thúc Bình và Trương Nghệ Mưu, Châu Đông Vũ đã được yêu cầu không quay phim mà không được phép, gây ra một cơn bão hủy bỏ. Nhưng người môi giới Po-lun để lệnh giới hạn để bắn chất vấn, cô ấy vẫn mất một vai trò trong bộ phim trang phục đầu tiên của tháng mười "Cung tỏa trầm hương", December từng là lần thứ IX Trung Quốc (Bắc Kinh) quốc tế Vườn Expo tình nguyện viên đại sứ. Trong một cuộc phỏng vấn tại Liên hoan phim Thượng Hải vào tháng 6 năm 2013, cô tuyên bố rằng không có vấn đề gì với hợp đồng, và người đại diện của cô đã được thay thế bởi Chen Yan, tổng giám đốc của Công ty TNHH Văn hóa Bắc Kinh Bono Shizhuang. Năm 2012, lần đầu tiên xuất hiện trên trang bìa tạp chí nổi tiếng "Elle", tháng 4 năm 2013 được trang web thời trang quốc tế RCFA chọn là người có phong cách thảm đỏ đẹp nhất trong lễ bế mạc Liên hoan phim quốc tế Bắc Kinh.

Năm 2024, Châu Đông Vũ chính thức tham gia bộ phim Bí Mật Bên Bờ Biển, đóng cùng với cô là diễn viên Bành Quán Anh. Cô vào vai Đồng Ngôn nữ pháp y dũng cảm, đồng thời kiêm luôn vai diễn chị gái song sinh Thẩm Diệu Khiết.

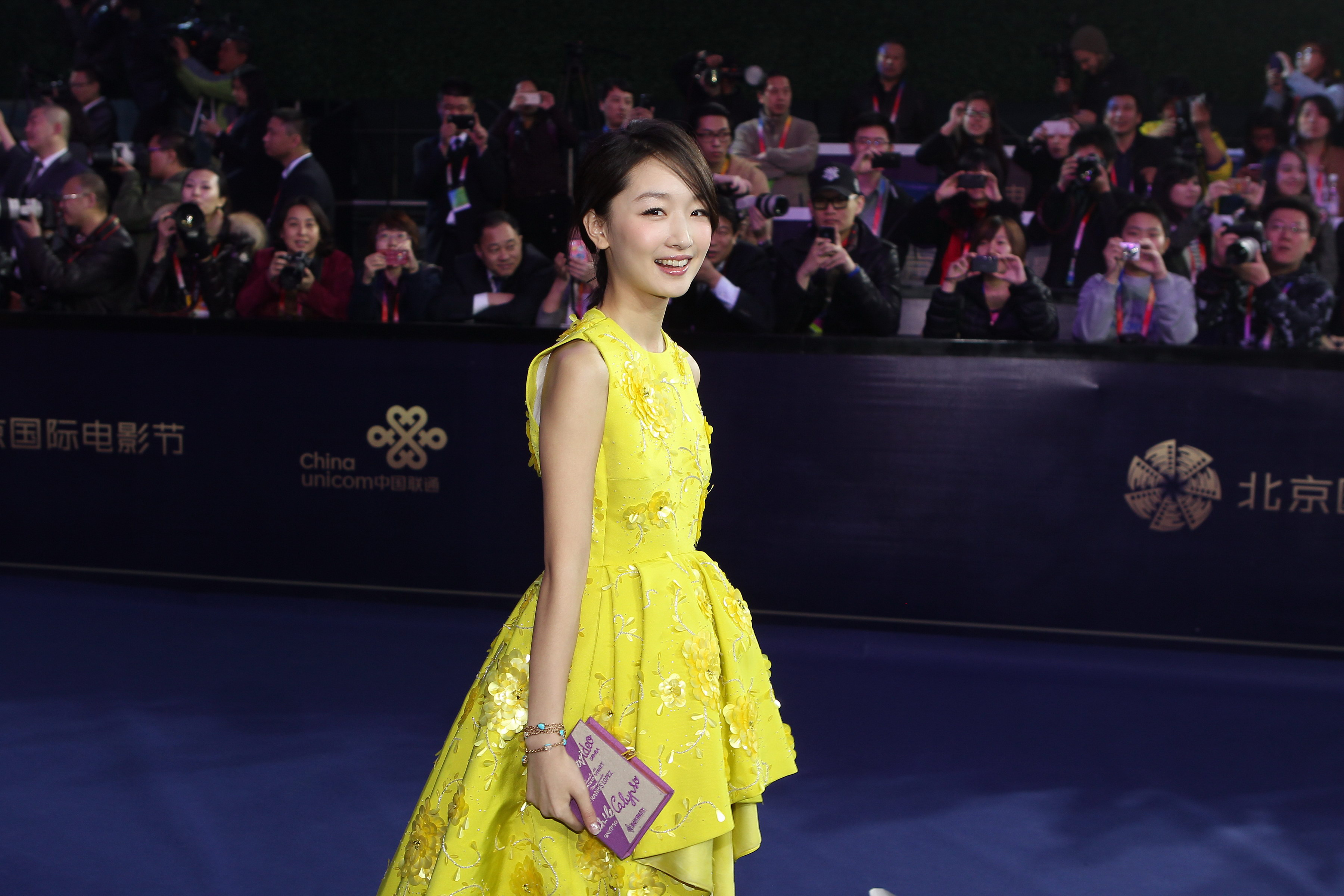
Châu Đông Vũ tham dự lễ bế mạc Liên hoan phim quốc tế Bắc Kinh 2013

## Danh sách phim

### Phim điện ảnh
| Năm            | Tựa đề                            | Tựa đề tiếng Trung | Vai                       | Ghi chú            |
| -------------- | --------------------------------- | ------------------ | ------------------------- | ------------------ |
| 2010           | Chuyện Tình Cây Táo Gai           | 山楂树之恋         | Tĩnh Thu                  | Vai chính          |
| 2011           | Tương Giang Bắc Khứ               | 湘江北去           | Dương Khai Tuệ            | Vai chính          |
| 2011           | Khuynh Thành Chi Lệ               | 倾城之泪           | Cấp Lực Muội              | Vai chính          |
| 2013           | Cung Tỏa Trầm Hương               | 宫锁沉香           | Triệu Giai · Trầm Hương   | Vai chính          |
| 2014           | Bạn Cùng Lớp                      | 同桌的你           | Chu Tiểu Chi              | Vai chính          |
| 2014           | Tâm Hoa Nộ Phóng                  | 心花路放           | Chu Lệ Quyên              | Vai phụ            |
| 2015           | Bạo Tẩu Thần Thám                 | 暴走神探           | Tuệ Lan                   | Vai chính          |
| 2015           | Thiếu Niên Ban                    | 少年班             | Châu Lan                  | Vai chính          |
| 2016           | Tất Cả Đều Tốt                    | 一切都好           | Tiểu Thanh Tân            | Khách mời          |
| 2016           | Năm Mới Vui Vẻ                    | 过年好             | Tiểu Gia Tước Nhi         | Khách mời đặc biệt |
| 2016           | Đuổi Theo Tình Yêu                | 奔爱               | Bạch Gia Tử               | Vai phụ            |
| 2016           | Truy Lùng Hung Thủ                | 冰河追凶           | Châu Hân Di               | Vai phụ            |
| 2016           | Không bao Giờ Nói Lời Từ Biệt     | 谎言西西里         | Tiểu Du                   | Vai chính          |
| 2016           | Thất Nguyệt Và An Sinh            | 七月与安生         | Lý An Sinh                | Vai chính          |
| 2017           | Cô Bạn Gái Kỳ Quặc                | 指甲刀人魔         | Lâm Nhạc Thi              | Vai chính          |
| 2017           | Hướng Dẫn Sử Dụng Đàn Ông         | 喜欢你             | Cố Thắng Nam              | Vai chính          |
| 2017           | Đại Nghiệp Kiến Quân              | 建军大业           | Phạm Quế Hà               | Vai phụ            |
| 2017           | Ban Nhạc Máy Khâu                 | 缝纫机乐队         | Đồng Đồng/Lệ Lệ           | Vai phụ            |
| 2017           | Ngũ Hiệp Trừ Yêu                  | 奇门遁甲           | Tiểu Viên/Tiểu Viên Quyển | Vai phụ            |
| 2017           | Yêu Linh Linh                     | 妖铃铃             | Nữ Nhân                   | Vai phụ            |
| 2018           | Chúng Ta Của Sau Này              | 后来的我们         | Phương Tiểu Hiểu          | Vai chính          |
| 2018           | Thế Giới Động Vật                 | 动物世界           | Lưu Thanh                 | Vai phụ            |
| 2018           | Những Người Phụ Nữ Ấy             | 那些女人           | Tiểu Ngọc                 | Vai phụ            |
| 2018           | Võ lâm quái thú                   | 武林怪兽           | Hùng Kiều Kiều            | Vai phụ            |
| 2019           | Trên Ban Công                     | 阳台上             | Lục San San               | Vai chính          |
| 2019           | Tôi và Tổ quốc tôi                | 我和我的祖国       | Y tá                      | Vai phụ            |
| 2019           | Em của thời niên thiếu            | 少年的你           | Trần Niệm                 | Vai chính          |
| 2021           | The Year of the Everlasting Storm | 永恒风暴之年       |                           | [ 12 ]             |
| 2021           | Moses Trên Đồng Bằng              | 平原上的摩西       | Lý Phi                    | Vai chính          |
| 2021           | Fan Girl Lãng Mạn                 | 迷妹罗曼史         | Gao Bei (trẻ)             | Vai phụ            |
| 2021           | Embrace Again                     | 穿过寒冬拥抱你     | Tạ Tiêu                   | Vai phụ            |
| Chưa phát sóng | Vững Như Bàn Thạch                | 坚如磐石           | Lý Tuệ Lâm                | Vai phụ            |
| Chưa phát sóng | Triều Vân Mộ Vũ                   | 朝云暮雨           | Thường Quyên              | Vai chính          |

### Phim truyền hình
| Năm  | Tựa đề                          | Tựa đề tiếng Trung | Vai                | Bạn diễn                     | Ghi chú                                                                             |
| ---- | ------------------------------- | ------------------ | ------------------ | ---------------------------- | ----------------------------------------------------------------------------------- |
| 2016 | Ma Tước                         | 麻雀               | Từ Bích Thành      | Lý Dịch Phong                | Vai chính                                                                           |
| 2017 | Lợi Tiên Sinh Bắt Gặp Tình Yêu  | 遇见爱情的利先生   | Lưu Hân Đồng       | Trần Hiểu                    | Vai chính                                                                           |
| 2017 | Ma Đô Phong Vân                 | 魔都风云           | Tiêu Dao           | Nhậm Đạt Hoa, Kinh Siêu      | Vai phụ                                                                             |
| 2017 | Gió Xuân Mười Dặm Chẳng Bằng Em | 春风十里，不如你   | Tiêu Hồng          | Trương Nhất Sơn              | Vai chính, đồng sản xuất, top 10 phim có lượt xem cao nhất trên nền tảng phát sóng. |
| 2019 | Mạc Hậu Chi Vương               | 幕后之王           | Bố Tiểu Cốc        | La Tấn                       | Vai chính, đồng sản xuất                                                            |
| 2020 | Thế Giới Mới                    | 新世界             | Cổ Tiểu Đóa        | Tôn Hồng Lôi, Trương Lỗ Nhất | Vai khách mời                                                                       |
| 2021 | Thiên Cổ Quyết Trần             | 千古玦尘           | Thượng Cổ/ Hậu Trì | Hứa Khải                     | Vai chính, top 1 nhiệt độ phim chiếu mạng trong thời điểm phát sóng.                |

### Phim ngắn
| Năm  | Tựa đề                       | Vai        | Ghi chú                                 |
| ---- | ---------------------------- | ---------- | --------------------------------------- |
| 2019 | Youth China in the Headlines | Phóng viên |                                         |
| 2020 | The Endless FanFair          |            | Đóng cùng Lưu Dịch Quân                 |
| 2020 | Tình yêu không thành lời     |            | Đóng cùng Lý Dịch Phong, quảng cáo OPPO |
| 2021 | A New Awakening              |            | Đóng cùng Tống Uy Long                  |

## Chương trình tạp kỹ
| Năm  | Tên chương trình                 | Tựa đề tiếng Trung | Kênh           | Ghi chú                                                                                         |
| ---- | -------------------------------- | ------------------ | -------------- | ----------------------------------------------------------------------------------------------- |
| 2013 | Happy Camp                       | 快乐大本营         | Hồ Nam TV      | quảng bá phim Cung Tỏa Trầm Hương                                                               |
| 2015 | Thử Thách Cực Hạn                | 极限挑战           | Dragon TV      | khách mời đặc biệt                                                                              |
| 2016 | Vương Bài Đối Vương Bài          | 王牌对王牌         | Chiết Giang TV | Khách mời                                                                                       |
| 2016 | Chúng Ta Yêu Nhau Đi mùa 2       | 我们相爱吧第二季   | Giang Tô TV    | Khách mời biểu diễn                                                                             |
| 2016 | Happy Camp                       | 快乐大本营         | Hồ Nam TV      | quảng bá phim Thất Nguyệt Và An Sinh                                                            |
| 2016 | 12 Đạo Phong Vị - Chef Nic mùa 3 | 十二道锋味第三季   | Chiết Giang TV | khách mời, quảng bá phim Thất Nguyệt Và An Sinh                                                 |
| 2017 | Đoàn Thiếu Niên Cao Năng         | 高能少年团         | Chiết Giang TV | khách mời, quảng bá phim Hướng Dẫn Sử Dụng Đàn Ông                                              |
| 2017 | Ngày Ngày Tiến Lên               | 天天向上           | Hồ Nam TV      | khách mời, quảng bá phim Hướng Dẫn Sử Dụng Đàn Ông                                              |
| 2017 | Khóa Giới Ca Vương mùa 2         | 跨界歌王第二季     | Bắc Kinh TV    | vượt qua vòng loại thành công, nhưng không tiếp tục tham gia trận chung kết vì lý do lịch trình |
| 2017 | Nhà Hàng Trung Hoa               | 中餐厅             | Hồ Nam TV      | khách mời                                                                                       |
| 2017 | Happy Camp                       | 快乐大本营         | Hồ Nam TV      | khách mời, quảng bá chương trình Nhà Hàng Trung Hoa                                             |
| 2017 | Lữ Quán Thanh Xuân               | 青春旅社           | Dragon TV      | khách mời đặc biệt                                                                              |
| 2018 | Bảo Tàng Quốc Gia                | 国家宝藏           | CCTV3          | khách mời đặc biệt                                                                              |
| 2018 | Kỳ Ba Nói                        | 奇葩说             | IQIYI          | khách mời                                                                                       |
| 2018 | Phẩm Cách Của Diễn Viên          | 演员的品格         | IQIYI          | khách mời thường trú                                                                            |
| 2019 | Xin Nhờ Tủ Lạnh                  | 拜托了冰箱         | Tencent Video  | khách mời, quảng bá phim Em Của Thời Niên Thiếu                                                 |
|      | Phi Thường Đạo                   | 非常道             | Phonix Media   | phỏng vấn, quảng bá phim Em Của Thời Niên Thiếu                                                 |
|      | Truy Cầu Nhỏ Bé                  | 小小的追球         | Mangguo TV     | khách mời thường trú                                                                            |

## Giải thưởng và đề cử

### Điện ảnh và truyền hình
| Năm  | Lễ trao giải                                             | Giải thưởng                                 | Phim                            | Kết quả   | Tham khảo |
| ---- | -------------------------------------------------------- | ------------------------------------------- | ------------------------------- | --------- | --------- |
| 2011 | Liên hoan phim Băng và Tuyết Cáp Nhĩ Tân lần thứ 23      | Người mới có giá trị thương mại nhất        | Chuyện Tình Cây Táo Gai         | Đoạt giải |           |
| 2011 | Giải thưởng Điện ảnh Châu Á lần thứ 5                    | Diễn viên mới xuất sắc nhất                 | Chuyện Tình Cây Táo Gai         | Đề cử     | [ 13 ]    |
| 2011 | Hiệp hội phê bình phim Thượng Hải lần thứ 20             | Người mới xuất sắc nhất                     | Chuyện Tình Cây Táo Gai         | Đoạt giải | [ 14 ]    |
| 2011 | Lễ trao giải điện ảnh Trung Quốc Hoa Biểu lần thứ 14     | Nữ diễn viên mới xuất sắc                   | Chuyện Tình Cây Táo Gai         | Đoạt giải | [ 15 ]    |
| 2011 | Liên hoan phim Quốc tế Valladolid lần thứ 56             | Nữ diễn viên chính xuất sắc nhất            | Chuyện Tình Cây Táo Gai         | Đoạt giải |           |
| 2015 | Hiệp hội Đạo diễn Điện ảnh Trung Quốc lần thứ 6          | Nữ diễn viên của năm                        | Bạn Cùng Lớp                    | Đề cử     |           |
| 2015 | Giải thưởng Truyền thông Điện ảnh Trung Quốc lần thứ 15  | Nữ diễn viên có lượt xem nhiều nhất         | Bạn Cùng Lớp                    | Đoạt giải |           |
| 2016 | Liên hoan phim Quốc tế Ma Cao lần thứ 8                  | Nữ diễn viên chính xuất sắc nhất            | Không Bao Giờ Nói Lời Từ Biệt   | Đoạt giải | [ 16 ]    |
| 2016 | Giải Kim Mã Điện ảnh Đài Loan lần thứ 53                 | Nữ diễn viên chính xuất sắc nhất            | Thất Nguyệt Và An Sinh          | Đoạt giải | [ 17 ]    |
| 2017 | Lễ trao giải Hội phê bình phim Hồng Kông lần thứ 23      | Nữ diễn viên chính xuất sắc nhất            | Thất Nguyệt Và An Sinh          | Đoạt giải | [ 18 ]    |
| 2017 | Liên hoan phim Quốc tế Malaysia lần thứ nhất             | Nữ diễn viên chính xuất sắc nhất            | Thất Nguyệt Và An Sinh          | Đề cử     |           |
| 2017 | Giải thưởng Điện ảnh Hồng Kông lần thứ 36                | Nữ diễn viên chính xuất sắc nhất            | Thất Nguyệt Và An Sinh          | Đề cử     |           |
| 2017 | Hiệp hội Đạo diễn Điện ảnh Trung Quốc lần thứ 8          | Nữ diễn viên của năm                        | Thất Nguyệt Và An Sinh          | Đề cử     | [ 19 ]    |
| 2017 | Liên hoan phim sinh viên Đại học Bắc Kinh lần thứ 24     | Nữ diễn viên chính xuất sắc nhất            | Thất Nguyệt Và An Sinh          | Đề cử     | [ 20 ]    |
| 2017 | Liên hoan phim BRICS lần thứ 2                           | Nữ diễn viên chính xuất sắc nhất            | Thất Nguyệt Và An Sinh          | Đoạt giải | [ 21 ]    |
| 2017 | Lễ trao giải Kim Kê Điện ảnh Trung Quốc lần thứ 31       | Nữ diễn viên chính xuất sắc nhất            | Thất Nguyệt Và An Sinh          | Đề cử     | [ 22 ]    |
| 2017 | Giải thưởng Màn ảnh Vàng lần thứ 2                       | Nữ diễn viên chính xuất sắc nhất            | Thất Nguyệt Và An Sinh          | Đoạt giải | [ 23 ]    |
| 2017 | Giải thưởng Truyền thông Điện ảnh Trung Quốc lần thứ 17  | Nữ diễn viên được đề xuất chuyên nghiệp     | Thất Nguyệt Và An Sinh          | Đoạt giải | [ 24 ]    |
| 2017 | Liên hoan Truyền hình Quốc tế Ma Cao lần thứ 8           | Nữ diễn viên chính xuất sắc nhất            | Gió Xuân Mười Dặm Chẳng Bằng Em | Đề cử     | [ 25 ]    |
| 2017 | Liên hoan phim Sinh viên Đại học Quảng Châu lần thứ 14   | Nữ diễn viên được yêu thích nhất            | Hướng Dẫn Sử Dụng Đàn Ông       | Đoạt giải | [ 26 ]    |
| 2018 | Giải thưởng Điện ảnh Châu Á lần thứ 12                   | Nữ diễn viên chính xuất sắc nhất            | Hướng Dẫn Sử Dụng Đàn Ông       | Đề cử     | [ 27 ]    |
| 2018 | Hiệp hội Đạo diễn Điện ảnh Trung Quốc lần thứ 9          | Nữ diễn viên của năm                        | Hướng Dẫn Sử Dụng Đàn Ông       | Đoạt giải | [ 28 ]    |
| 2018 | Tuần phim tình cảm Song Tháp Sơn Trung Quốc 2017         | Nữ diễn viên chính xuất sắc (phim tình cảm) | Hướng Dẫn Sử Dụng Đàn Ông       | Đoạt giải | [ 29 ]    |
| 2018 | Lễ trao giải Bách Hoa điện ảnh Trung Quốc lần thứ 34     | Nữ diễn viên chính xuất sắc nhất            | Thất Nguyệt Và An Sinh          | Đề cử     | [ 30 ]    |
| 2018 | Lễ trao giải Truyền thông Điện ảnh Trung Quốc lần thứ 18 | Nữ diễn viên được yêu thích nhất            | Chúng Ta Của Sau Này            | Đoạt giải | [ 31 ]    |
| 2019 | Hiệp hội Đạo diễn Điện ảnh Trung Quốc lần thứ 10         | Nữ diễn viên của năm                        | Chúng Ta Của Sau Này            | Đề cử     | [ 32 ]    |
| 2019 | Lễ trao giải Kim Kê Điện ảnh Trung Quốc lần thứ 32       | Nữ diễn viên chính xuất sắc nhất            | Chúng Ta Của Sau Này            | Đề cử     | [ 33 ]    |
| 2019 | Liên hoan phim Quốc tế Ma Cao lần thứ 4                  | Nhà làm phim tiêu điểm                      | Em của thời niên thiếu          | Đoạt giải | [ 34 ]    |
| 2019 | Liên hoan phim quốc tế Ma Cao lần thứ 4                  | Nữ diễn viên mới xuất sắc nhất              | Em của thời niên thiếu          | Đoạt giải | [ 35 ]    |
| 2020 | Hiệp hội phê bình phim Hồng Kông lần thứ 26              | Nữ diễn viên chính xuất sắc nhất            | Em của thời niên thiếu          | Đề cử     |           |
| 2020 | Hiệp hội Đạo diễn Điện ảnh Hồng Kông năm 2019            | Nữ diễn viên chính xuất sắc nhất            | Em của thời niên thiếu          | Đoạt giải | [ 36 ]    |
| 2020 | Giải thưởng Điện ảnh Hồng Kông lần thứ 39                | Nữ diễn viên chính xuất sắc nhất            | Em của thời niên thiếu          | Đoạt giải | [ 37 ]    |
| 2020 | Giải thưởng Hoa Đỉnh lần thứ 27                          | Nữ diễn viên chính xuất sắc nhất            | Em của thời niên thiếu          | Đề cử     | [ 38 ]    |
| 2020 | Hiệp hội Đạo diễn Điện ảnh Trung Quốc lần thứ 11         | Nữ diễn viên của năm                        | Em của thời niên thiếu          | Đoạt giải | [ 39 ]    |
| 2020 | Lễ trao giải điện ảnh Bách Hoa lần thứ 35                | Nữ diễn viên chính xuất sắc nhất            | Em của thời niên thiếu          | Đoạt giải | [ 40 ]    |
| 2020 | Giải thưởng Điện ảnh Châu Á lần thứ 14                   | Nữ diễn viên chính xuất sắc nhất            | Em của thời niên thiếu          | Đoạt giải | [ 41 ]    |
| 2020 | Lễ trao giải Kim Kê Điện ảnh Trung Quốc lần thứ 33       | Nữ diễn viên chính xuất sắc nhất            | Em của thời niên thiếu          | Đoạt giải | [ 42 ]    |
| 2021 | Liên hoan phim Quốc tế Châu Á lần thứ 6                  | Nữ diễn viên chính xuất sắc nhất            | Em của thời niên thiếu          | Đoạt giải | [ 43 ]    |

### Forbes China Celebrity 100
| Năm  | Hạng | Ref.   |
| ---- | ---- | ------ |
| 2017 | 71st | [ 44 ] |
| 2019 | 7th  | [ 45 ] |
| 2020 | 3rd  | [ 46 ] |

### Tranh cãi
Với vai diễn Tần Niệm trong Em của thời niên thiếu (Better days), Châu Đông Vũ đã trở thành Ảnh hậu tại giải Kim Kê 2020. Cô đã vượt qua nhiều đối thủ nặng ký như Nhậm Tố Tịch (phim Almost a comedy - tựa Việt: Điềm mật mật), Liễu Nham (My Dear Liar - Kẻ lừa đảo thân yêu), Chúc Hi Quyên (The empty nest) và Đàm Trác (Sheep Without A Shepherd - Ngộ sát) để mang về cúp vàng Nữ diễn viên chính xuất sắc nhất.
Tuy nhiên, chiến thắng của Châu Đông Vũ vấp phải làn sóng phản đối từ khán giả. Nhiều người xem nhận định diễn xuất của cô chưa đủ mức đánh bại các ứng cử viên khác để được vinh danh. Song, lý do chính khiến người đẹp 9X không được ủng hộ là vì bộ phim Em của thời niên thiếu vướng nghi vấn đạo nhái. Việc một nữ diễn viên thắng Kim Kê nhờ một tác phẩm bị cho là đạo phẩm gây nên tranh cãi lớn tại showbiz Hoa ngữ.